# شتات فلبيني

علم الفلبين

شُتات فلبيني (بالفلبينية: Pilipino sa ibayong-dagat) هو شخص من أصل فلبيني كامل أو جزئي، أي الأشخاص الذين يتتبعون أسلافهم إلى الفلبين ولكنهم يعيشون أو يقيمون خارج البلاد. ينطبق هذا المصطلح بشكل عام على كل من الأشخاص من أصل فلبيني والمواطنين في الخارج. اعتبارًا من عام 2019، هناك أكثر من 12 مليون فلبيني في الخارج.

## تعداد السكان
منذ تحرير قوانين الهجرة في الولايات المتحدة في عام 1965، نما عدد الأشخاص في الولايات المتحدة من أصل فلبيني بشكل كبير. في عام 2007 كان هناك ما يقدر بـ 12 مليون فلبيني يعيشون في الخارج.
في عام 2013، قدرت لجنة الفلبينيين في الخارج (CFO) أن ما يقرب من 10.2 مليون شخص من أصل فلبيني يعيشون أو يعملون في الخارج. يشكل هذا العدد حوالي 11 في المائة من إجمالي سكان الفلبين. إنها واحدة من أكبر مجتمعات الشتات، وتمتد على أكثر من 100 دولة.
يميل العمال الفلبينيون في الخارج (OFWs) إلى أن يكونوا شبابًا ومتوازنين بين الجنسين. بناءً على دراسة استقصائية أجريت في عام 2011، تشير التركيبة السكانية إلى أن الفئة العمرية 24–29 تشكل 24 في المائة من الإجمالي وتليها الفئة العمرية 30–34 (23 في المائة) العاملة في الخارج. يمثل الذكور الفلبينيين في الخارج 52 في المائة من إجمالي السكان الفلبينيين في الخارج. تميل النسبة المئوية الأصغر قليلاً للعاملات في الخارج إلى أن تكون أصغر من نظرائهن من الرجال. يمثل عمال الإنتاج وعمال الخدمة أكثر من 80 في المائة من تدفقات العمالة الخارجة بحلول عام 2010 وهذا العدد في ازدياد مطرد، إلى جانب اتجاه العمال المحترفين، وهم في الأساس ممرضات ومهندسون. البحارة الفلبينيون، العاملون بالخارج في الصناعة البحرية، لهم تأثير كبير على الاقتصاد العالمي، حيث يشكلون خمس إلى ربع أطقم البحرية التجارية، المسؤولة عن حركة غالبية البضائع في الاقتصاد العالمي.
يتزايد عدد سكان الفلبينيين في الخارج باستمرار على مر السنين ويعزى ذلك جزئيًا إلى تشجيع الحكومة لتدفق العمال المتعاقدين إلى الخارج كما يتضح من تصريحات السياسات والحملات الإعلامية والمبادرات الأخرى. على سبيل المثال، يتم وصف العمال الفلبينيين في الخارج بأنهم أبطال الأمة، ويتم تشجيع المواطنين على الافتخار بهؤلاء العمال.

## الأثر الاقتصادي
في عام 2012، توقع البنك المركزي الفلبيني (BSP)، البنك المركزي للفلبين، أن تنمو التحويلات الرسمية من خلال البنوك والوكلاء بنسبة 5٪ خلال عام 2011 إلى 21 مليار دولار أمريكي، لكن التحويلات الرسمية ليست سوى جزء بسيط من جميع التحويلات. في عام 2018، زادت التحويلات إلى 31 مليار دولار، أي ما يقرب من 10٪ من الناتج المحلي الإجمالي للفلبين. تقدر التحويلات عن طريق القنوات غير الرسمية، بما في ذلك القنوات غير القانونية، من قبل رابطة المصرفيين الآسيويين بأنها أعلى بنسبة 30 إلى 40٪ من الرقم الرسمي لتسوية الفواتير (BSP). في عام 2011، بلغت التحويلات 20.117 مليار دولار أمريكي.
في عام 2019، أرسل الفلبينيون في الخارج 32.2 مليار دولار إلى الفلبين.

## مشاكل

### ظروف العمل
ظروف العمل في الخارج ذات صلة بالعامل الفردي وأسرهم وكذلك بالنسبة للدولة المرسلة ونموها الاقتصادي ورفاهيتها. تشمل ظروف العمل السيئة للفلبينيين المعينين بالخارج ساعات العمل الطويلة والأجور المنخفضة وفرص قليلة لزيارة الأسرة. تشير الدلائل إلى أن هؤلاء النساء يتعاملن مع الضغط العاطفي الناجم عن الانفصال الأسري بإحدى طريقتين: أولاً، في مواقف الرعاية المنزلية، يستبدلن أطفال العائلة المضيفة بأطفالهن في الحب والعاطفة التي يقدمونها، وثانيًا، فكروا بنشاط الفوائد التي ستجنيها أرباحهم على مستقبل أطفالهم. غالباً ما تواجه النساء صعوبات في ظروف عملهن حيث يميلون إلى العمل في رعاية المسنين/الأطفال وفي المنازل. تعتبر هذه المهن منخفضة المهارة وتتطلب القليل من التعليم والتدريب، وبالتالي تواجه ظروف عمل سيئة بشكل منتظم. فالنساء اللائي يواجهن ظروف عمل عادلة يميلون أكثر إلى تزويد أطفالهن بالتغذية الكافية والتعليم الأفضل والصحة الكافية. هناك علاقة قوية بين حقوق المرأة والرفاه العام للأطفال. لذلك، فإن تعزيز حقوق المرأة من أجل تعزيز قدرات الأطفال مسألة مركزية.

#### سياسة الحكومة
تميل سياسات الهجرة إلى الاختلاف داخل البلدان اعتمادًا على ما إذا كان الرجال أو النساء يهيمنون على المهنة. تميل المهن التي يهيمن عليها الرجال إلى أن تكون مدفوعة بالحوافز الاقتصادية، بينما تميل سياسات الهجرة الموجهة إلى النساء تقليديًا إلى أن تكون مدفوعة بالقيمة، والالتزام بالأدوار العائلية التقليدية التي تفضل عمل الرجل بأجر. نظرًا لأن النساء يُنظر إليهن بانتظام كرموز للعزة والكرامة الوطنية، تميل الحكومات إلى اتباع سياسات وقائية أكثر في القطاعات التي تهيمن عليها النساء. تخاطر هذه السياسات بزيادة عدم المساواة بين الجنسين في الفلبين، وبالتالي تعمل هذه السياسة العامة ضد انضمام النساء إلى القوى العاملة. غالبًا ما تشغل العاملات الفلبينيات في الخارج مناصب منزلية. ومع ذلك، بأن الاتجاهات الثقافية لهجرة الإناث لديها القدرة على زعزعة عدم المساواة بين الجنسين في الثقافة الفلبينية. تشير الدلائل إلى أنه في العائلات المغايرة الجنس التي تعمل فيها الزوجة الأم في الخارج، يمكن للآباء الفلبينيين القيام بأدوار أكبر في تقديم الرعاية لأطفالهم، على الرغم من أن القليل منهم يفعل ذلك في الواقع. ويفيد باحثون آخرون أن هذه المواقف تؤدي إلى الإساءة، لا سيما على البنات الأكبر سنًا، اللائي يواجهن ضغوطًا ومسؤولية متزايدة في غياب الأم. وبالمثل، فإن «عكس أدوار إعالة الأسرة وتقديم الرعاية بين الزوجات المهاجرات والأزواج الذين تم تركهم» يؤدي في كثير من الأحيان إلى التوتر فيما يتعلق بتمويل الأسرة والدور الذي يجب أن يلعبه كل زوج في صنع القرار.
فتحت الحكومة الفلبينية مؤخرًا سياستها العامة لتشجيع النساء العاملات في الخارج منذ أن زاد الطلب العالمي على عاملات المنازل والعاملين في مجال الرعاية الصحية. وقد أدى ذلك إلى قيام الحكومة بالإبلاغ عن زيادة حديثة في عدد النساء المهاجرات من الفلبين. تظهر مشكلة الرعاية الصحية لأن النساء المهاجرات من الفلبين والدول النامية الأخرى غالبًا ما يتسببن في نقص التمريض في البلد الأم. انخفضت نسبة الممرضات إلى المرضى إلى ممرضة واحدة إلى ما بين 40 و60 مريضًا، وفي التسعينيات كانت النسبة ممرضة واحدة إلى ما بين 15 و20 مريضًا. يبدو أنه من المحتمل أن يفقد قطاع الرعاية الصحية الممرضات المتمرسات مع تزايد الهجرة. يُنظر إلى اتفاقية الشراكة الاقتصادية بين اليابان والفلبين على أنها إخفاق من قبل معظم الناس حيث تم قبول 7٪ فقط من المتقدمين أو 200 ممرض سنويًا في المتوسط - ويرجع ذلك أساسًا إلى مقاومة أصحاب المصلحة المحليين وفشل تنفيذ البرنامج. والنتيجة هي نتيجة «خاسرة» حيث يفشل العمال الفلبينيون في الاستفادة من مهاراتهم ويستمر النقص في جميع أنحاء العالم. على الرغم من حقيقة أن اليابان بها شيخوخة سكانية وأن العديد من الفلبينيين يرغبون في العمل في اليابان، لم يتم العثور على حل بعد. تدعم جمعية التمريض اليابانية ظروف عمل «متساوية أو أفضل» ورواتب للممرضات الفلبينيات. في المقابل، يقترح ياغي أجورًا أكثر مرونة لجعل الفلبينيين أكثر جاذبية في سوق العمل الياباني.
تظهر النتائج من مجموعة التركيز في الفلبين أن الآثار الإيجابية لهجرة الممرضات تُعزى إلى الفرد المهاجر وعائلته/أسرتها، في حين تُعزى الآثار السلبية إلى نظام الرعاية الصحية الفلبيني والمجتمع بشكل عام. من أجل سد النقص في التمريض في الفلبين، قدمت العديد من المنظمات غير الحكومية اقتراحات بأن العاملين الفلبينيين المتخصصين في التمريض في الخارج، والمعروفين محليًا باسم «العمال الفلبينيين في الخارج» (OFWs)، سيعودون إلى البلاد لتدريب الممرضات المحليين، أي برنامج سيكون التدريب مطلوبًا من أجل الفلبين لتعويض جميع الممرضات المهاجرات إلى الخارج.

#### سياسات البلد المضيف
تحصل الأسر الأكثر ثراءً على حصة أكبر من دخلها من الخارج. قد يشير هذا إلى أن السياسات الحكومية في البلدان المضيفة تفضل الأنشطة كثيفة رأس المال. على الرغم من أن هجرة العمل هي في الأساس نشاط من الطبقة المنخفضة والمتوسطة، إلا أن الأسر ذات الدخل المرتفع قادرة على جني حصة أكبر من دخلها من الخارج بسبب سياسات الاستثمار المواتية. تؤدي سياسات الاستثمار المواتية هذه إلى زيادة عدم المساواة في الدخل ولا تشجع الاستثمارات المحلية التي يمكن أن تؤدي إلى رفع مستوى المعيشة. هذا التفاوت يهدد بوقف التنمية الاقتصادية لأن الاستثمارات مطلوبة في الفلبين وليس في الخارج من أجل زيادة النمو والرفاهية. تم العثور على علاقة بين المساهمة الناجحة في اقتصاد البلد الأم وإجمالي المدخرات عند عودة المهاجرين، لذلك من المهم تقليل عدم المساواة في الدخل مع جذب رأس المال من الخارج إلى الفلبين.
العديد من الحكومات المضيفة للعمال الفلبينيين في الخارج لديها سياسات وقائية وحواجز تجعل من الصعب دخول سوق العمل. اشتهرت اليابان بإجراء اختبارات صارمة على الفلبينيين بطريقة تجعلهم يبدون مترددين في الإبقاء على جزء من اتفاقية الشراكة الاقتصادية بين اليابان والفلبين والاستمتاع فقط بمزايا التصنيع الميسور التكلفة في الفلبين، وعدم قبول وتعليم العمال الفلبينيين في الخارج.

### عودة الهجرة
غالبًا ما يُقال أن العمال المهاجرين العائدين لهم تأثير إيجابي على اقتصاد الوطن حيث يُفترض أنهم يكتسبون المهارات ويعودون بمنظور جديد. تسبب ديسكيلنغ (استبدال العمال المهرة بآلات أو بعمل أقل مهارة) في عودة العديد من العمال الفلبينيين إلى مهارة أقل بعد تكليفهم بمهام بسيطة في الخارج، وهذا السلوك يخلق إحباطًا للعمال الأجانب لتسلق السلم المهني. ديسكلينغ العمالة منتشر بشكل خاص بين النساء اللاتي لديهن في كثير من الأحيان خيارات توظيف قليلة ومنخفضة المهارات، مثل العمل المنزلي ورعاية الأطفال أو كبار السن. المهن الأخرى التي شهدت مؤخرًا زيادة في الديسكيلنغ هي مهن الأطباء والمعلمين والعاملين في خطوط التجميع.
وللتأكيد على المشكلة الشائعة، فإن هذا الديسكيلنغ هو: مطالبة العمال المهاجرون العائدون ببرامج دمج العائدين، مما يشير إلى أنهم لا يشعرون بالاستعداد لإعادة الاندماج في القوى العاملة المنزلية.
كما الفلبين وغيرها من البلدان التي تدرب وتصدر، تواجه مرارًا وتكرارًا الفشل في حماية حقوق العمال، والديسكيلنغ زاد على نطاق عالمي. يؤدي الطلب العالمي القوي على العاملين في مجال الرعاية الصحية إلى هجرة العديد من الفلبينيين دون تعيينهم أو أن يتم توظيفهم في وظائف أقل مهارة مع احتمال رفع رواتبهم. والنتيجة هي وضع غير مكسب للبلد المرسل والمستقبل. تخسر البلدان المستقبلة لأن العمال المهرة لا يستخدمون مهاراتهم بالكامل بينما يعاني البلد الأصلي في نفس الوقت من نقص العمال في القطاعات المعرضة للهجرة.

## البلدان والأقاليم مع السكان الفلبينيين
- أستراليا: في تعداد 2016، كان هناك 232,386 فلبينيًا أستراليًا.[26]
- النمسا: اعتبارًا من 2018، بلغ عدد الجالية الفلبينية في النمسا حوالي 30,000.[27] الفلبينيين في النمسا.
- البرازيل: اعتبارًا من 2018 كان هناك حوالي 4,000 فلبيني يعيشون في الدولة الواقعة في أمريكا الجنوبية.[28]
- بروناي: اعتبارًا من 2018 كان هناك أكثر من 20 ألف فلبيني يعيشون في بروناي.
- كندا: انظر الكنديين الفلبينيين.
- الدنمارك: اعتبارًا من 2016 كان هناك ما لا يقل عن 8,000 فلبيني في الدنمارك.[29]

- ماليزيا: الفلبينيين في ماليزيا[بحاجة لمصدر]

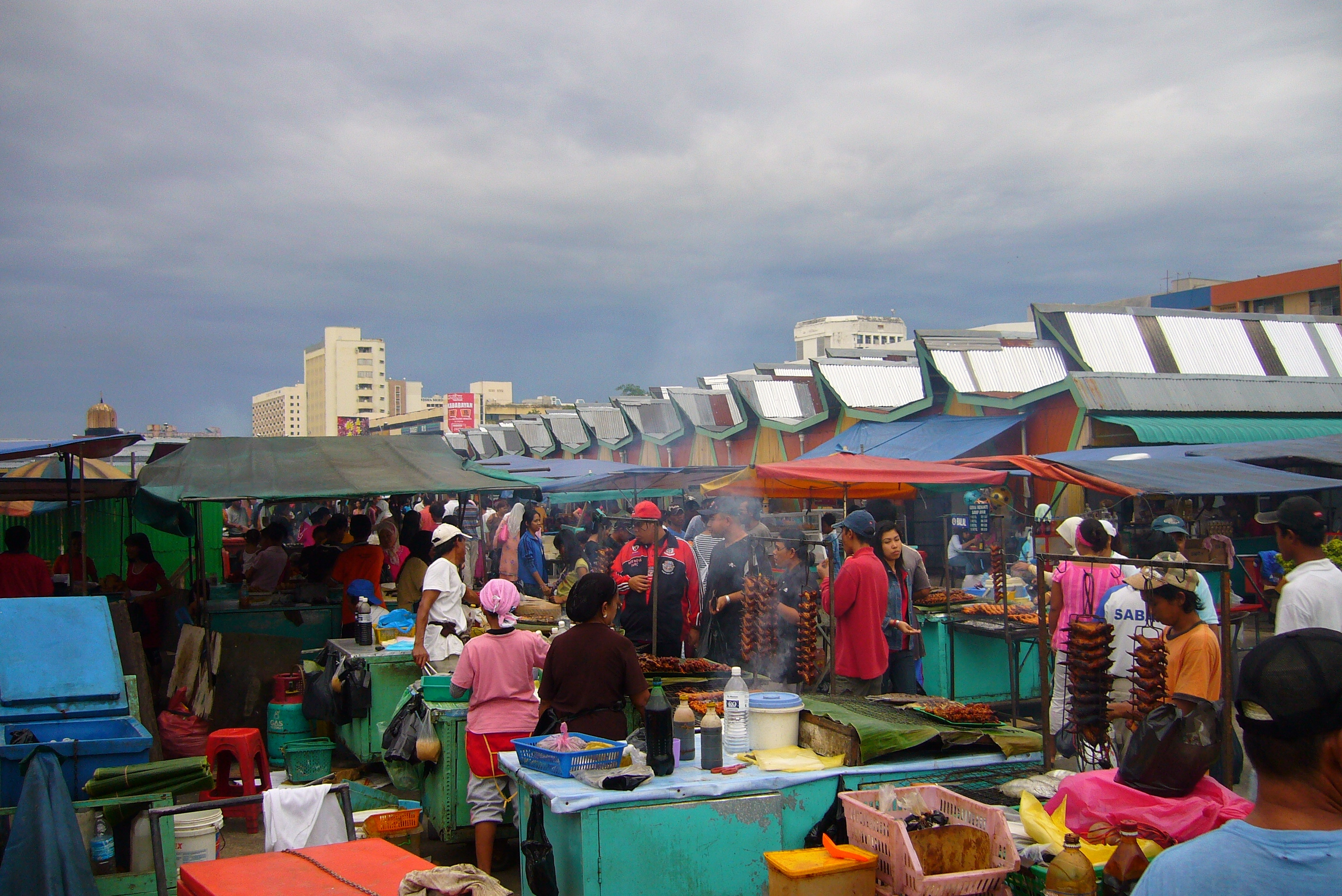
السوق الفلبيني في كوتا كينابالو، صباح، ماليزيا.

- نيبال: يوجد ما يقرب من 300 الفلبينيين في نيبال.[بحاجة لمصدر]
- نيوزيلندا: اعتبارًا من 2013 كان هناك حوالي 40,000 فلبيني نيوزيلندي في نيوزيلندا.
- نيجيريا: الفلبينيين في نيجيريا[بحاجة لمصدر]
- النرويج: اعتبارًا من 2013 كان هناك حوالي 18,000 الفلبينيبن في النرويج، يعيش معظمهم في منطقة أوسلو الحضرية. بالإضافة إلى الفلبينيين الذين تزاوجوا مع النرويجيين، هناك ما لا يقل عن 900 ممرض/ة فلبيني مرخص، وأكثر من مائة مهندس نفط يعملون في الغالب في مشاريع بحرية في الساحل الغربي للنرويج والفلبينيين أو النرويجيين من أصل فلبيني يعملون في القطاع الحكومي والبعثات الدبلوماسية والمنظمات غير الحكومية والمؤسسات التجارية.[بحاجة لمصدر]
- عُمان: الفلبينيين في عمان[بحاجة لمصدر]
- قطر: اعتبارًا من عام 2014، كان هناك ما يقرب من 195,000 الفلبينيين في قطر.[30]

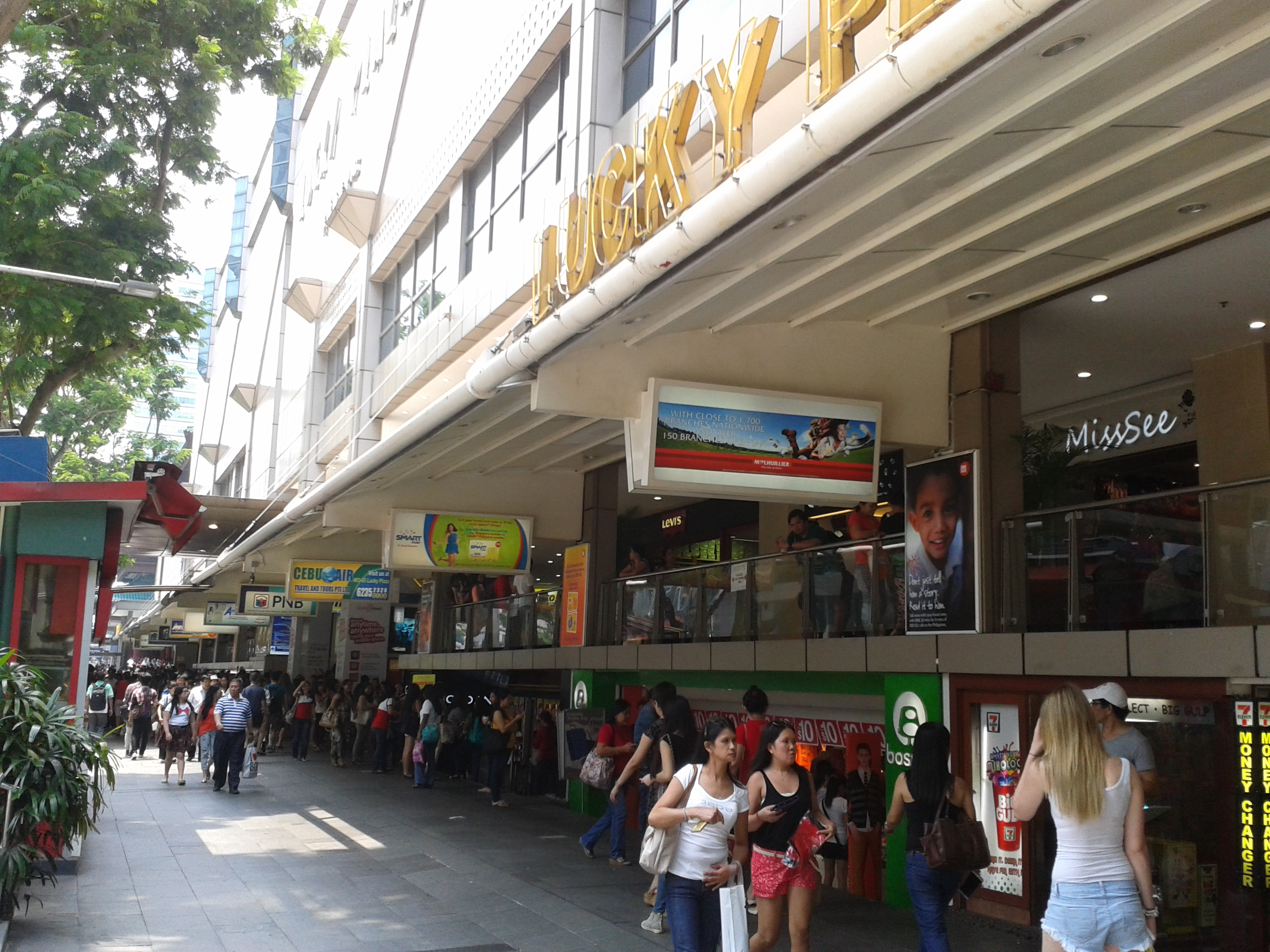
يستضيف مركز لاكي بلازا (Lucky Plaza) في طريق أوتشارد (Orchard Road) المنتجات والخدمات التي تلبي احتياجات الفلبينيين في الخارج في سنغافورة.

- صربيا: اعتبارًا من 2018 هناك 76 فلبينيا يعيشون في صربيا.[31]
- سنغافورة: اعتبارًا من 2017 ، أكثر من 175,000 فلبينيين في سنغافورة.
- كوريا الجنوبية: اعتبارًا من 2017 كان هناك حوالي 63,000 فلبيني في كوريا الجنوبية.
- إسبانيا: يوجد حوالي 150 ألف مواطن فلبيني في إسبانيا. بالإضافة إلى ذلك، يحمل الآلاف غيرهم جنسية مزدوجة. كونها مستعمرة سابقة لإسبانيا، يمكن للفلبينيين التقدم بطلب للحصول على الجنسية المزدوجة في غضون عامين من الإقامة.
- السويد: اعتبارًا من 2018 كان هناك 24,456 فلبينيا في السويد.[32]
- تايوان: اعتبارًا من 2016 كان هناك حوالي 78,000 فلبيني في تايوان.[بحاجة لمصدر]
- المملكة المتحدة: راجع الفلبينيين في المملكة المتحدة. بدأت الممرضات ومقدمو الرعاية الهجرة إلى المملكة المتحدة في السنوات الأخيرة. استقبلت الدولة الجزيرة آلاف الممرضات ومهن أخرى مختلفة من الفلبين خلال السنوات الخمس الماضية. استقر العديد من البحارة الفلبينيين في مدن الموانئ البريطانية خلال أواخر القرن التاسع عشر وأوائل القرن العشرين. حتى أن منطقة ليفربول كانت تسمى «مانيلا الصغيرة».[33]

## روابط خارجية
- فلبينيون في الخارج